# كورتونا (مدينة)
كورتونا, (بالإيطالية: Città di Cortona)‏, هيّ مدينة وَكومونا تقع في مقاطعة أريتسو، توسكانا، إيطاليا. يبلغ عدد سُكانها 23036, وترتفع عن البحر 494 متر (1،621 قدم). تمَّ تأسيسها في القرن السادس قبل الميلاد, وتُعتبر اليوم إحدى عواصم الثقافة والفن الرئيسية في منطقة توسكانا.

## السكان
في سنة 1861 بلغ عدد السكان 25٬212 نسمة، وتطور العدد ليصل في سنة 2011 لـ 22٬495 نسمة.
يظهر هذا المخطط البياني تطور النمو السكاني لـ كورتونا (مدينة)

## توأمة
لكورتونا (مدينة) اتفاقيات توأمة مع كل من:
- رومان، رومانيا
- Château-Chinon (Ville) [الإنجليزية]‏
- كرويه
- Újbuda [الإنجليزية]‏
- أثينا

## أعلام
- لوكا سنيورلي

## وصلات خارجية
- الموقع الرسمي للبلدية.